# 別列濟夫卡 (科羅斯堅區)
50°54′37″N 28°24′18″E / 50.91028°N 28.40500°E
別列濟夫卡（烏克蘭語：Березівка），是烏克蘭的村落，位於該國北部日托米爾州，由科羅斯堅區負責管轄，始建於1823年，面積2.25平方公里，海拔高度205米，2001年人口299。